# قره گونه (صابرآباد)
قره‌گونه (به ترکی آذربایجانی: Qaragünə یا قره‌گونِی Qaragüney) یک منطقه مسکونی در جمهوری آذربایجان است که در شهرستان صابرآباد واقع شده است. قره‌گونه ۲۵۳۲ نفر جمعیت دارد.

## دین
در مسجد جامع قره‌گونه به‌نام امام حسین یک هیئت مذهبی وجود دارد.